# Homoporus
Homoporus is een geslacht van vliesvleugeligen uit de familie Pteromalidae. De wetenschappelijke naam van dit geslacht is voor het eerst geldig gepubliceerd in 1878 door Carl Gustaf Thomson.

## Soorten
Het geslacht Homoporus omvat de volgende soorten:
- Homoporus acuminatus Sureshan & Narendran, 2001
- Homoporus aegyptiacus Subba Rao, 1973
- Homoporus apharetus (Walker, 1839)
- Homoporus aphloiae (Risbec, 1960)
- Homoporus arestor (Walker, 1848)
- Homoporus atriscapus (Gahan, 1927)
- Homoporus auratus Erdös, 1953
- Homoporus beharae (Risbec, 1952)
- Homoporus biroi Szelényi, 1956
- Homoporus brevigenalis Dzhanokmen, 1999
- Homoporus brunneiventris Szelényi, 1956
- Homoporus budensis Erdös, 1953
- Homoporus cephalotes Szelényi, 1956
- Homoporus chilensis (Brèthes, 1928)
- Homoporus cognatus (Gahan, 1933)
- Homoporus crassiceps (Thomson, 1878)
- Homoporus cupreus Erdös, 1953
- Homoporus desertarum Graham, 1986
- Homoporus destructor (Say, 1817)
- Homoporus eurycephala (Masi, 1917)
- Homoporus febriculosus (Girault, 1917)
- Homoporus femoralis (Förster, 1841)
- Homoporus flaviventris (Girault, 1915)
- Homoporus fulviventris (Walker, 1835)
- Homoporus gibbiscuta (Thomson, 1878)
- Homoporus gladiatus Sureshan & Narendran, 2000
- Homoporus glaucae Erdös, 1970
- Homoporus gusztavi Boucek, 1974
- Homoporus hallami (Girault, 1924)
- Homoporus hamoni (Risbec, 1954)
- Homoporus isosomatis (Ashmead, 1904)
- Homoporus japonicus Ashmead, 1904
- Homoporus laeviusculus Erdös, 1953
- Homoporus luniger (Nees, 1834)
- Homoporus maharashtriensis Narendran & Girish Kumar, 2009
- Homoporus mordellistenae (Crawford, 1910)
- Homoporus neodestructor Narendran & Khan, 2010
- Homoporus nubilipennis Garrido & Nieves Aldrey, 1996
- Homoporus nypsius (Walker, 1839)
- Homoporus octoguttatus (Girault, 1915)
- Homoporus pratensis (Erdös, 1970)
- Homoporus propodealis Dzhanokmen, 1999
- Homoporus pulchripes Erdös, 1953
- Homoporus rosae Boucek, 1970
- Homoporus rungsi Delucchi, 1962
- Homoporus sashegyensis Erdös, 1953
- Homoporus semiflavus Mercet, 1947
- Homoporus semilongifasciatus (Girault, 1915)
- Homoporus semiluteus (Walker, 1872)
- Homoporus silvanus Delucchi, 1962
- Homoporus simplex Szelényi, 1956
- Homoporus sinensis Xiao, Zhang, Huang & Polaszek, 2004
- Homoporus smaragdinus Erdös, 1970
- Homoporus stipae (Erdös & Novicky, 1953)
- Homoporus subniger (Walker, 1835)
- Homoporus sucinus Delucchi, 1962
- Homoporus texensis (Girault, 1917)
- Homoporus titanes Szelényi, 1956
- Homoporus tompanus Erdös, 1970
- Homoporus verticalis Dzhanokmen, 1999